# خانه تاریک
خانهٔ تاریک (لهستانی: Dom zły) فیلمی لهستانی در سبک درام به کارگردانی وویچیخ اسماژوفسکی است که در سال ۲۰۰۹ منتشر شد.